# Oleg Zinger
Pour les articles homonymes, voir Zinger.
Oleg Zinger est un peintre contemporain franco-russe né à Moscou le 3 février 1910 et mort à Nîmes le 9 janvier 1998. Son père, Alexandre Zinger, est un savant, ayant notamment rédigé quelques ouvrages sur la physique et la botanique, et sa mère, Vera Pawlova, est une actrice du théâtre d'art de Moscou.
Notamment peintre animalier, on retrouve principalement dans les œuvres d'Oleg ses goûts, pris très jeune, pour la nature et les animaux mais également son goût pour le jazz, qu'il découvrira plus tard par ses voyages en France et aux États-Unis.

## Sa vocation d'artiste

### Ses premiers pas vers l'art
En 1917, à peine âgé de huit ans, on peut déjà percevoir chez Oleg son penchant pour la nature. Puis, sa passion pour les animaux survient trois ans plus tard, en 1921, où il est impressionné par les illustrations d'animaux, notamment celles de l'illustrateur et artiste Wassily Watagin. 
Cette passion pour les animaux s’amplifie par ses multiples visites au parc zoologique de Moscou où il commence à dessiner. Ainsi lors d'une de ses visites habituelles, il rencontre Watagin, qui deviendra plus tard son mentor et ami. 

### Un talent approuvé
Les conditions difficiles de la Russie devenue URSS et les gros problèmes de santé de son père poussent la famille Zinger à émigrer à Berlin en 1922, espérant ainsi trouver un remède efficace à la maladie d'Alexandre.
Oleg passe sa première journée en Allemagne au zoo de Berlin et y passera, par la suite, la majeure partie de ses journées admirant plus particulièrement les chimpanzés. Notons que le thème des singes est souvent représenté dans ses peintures.

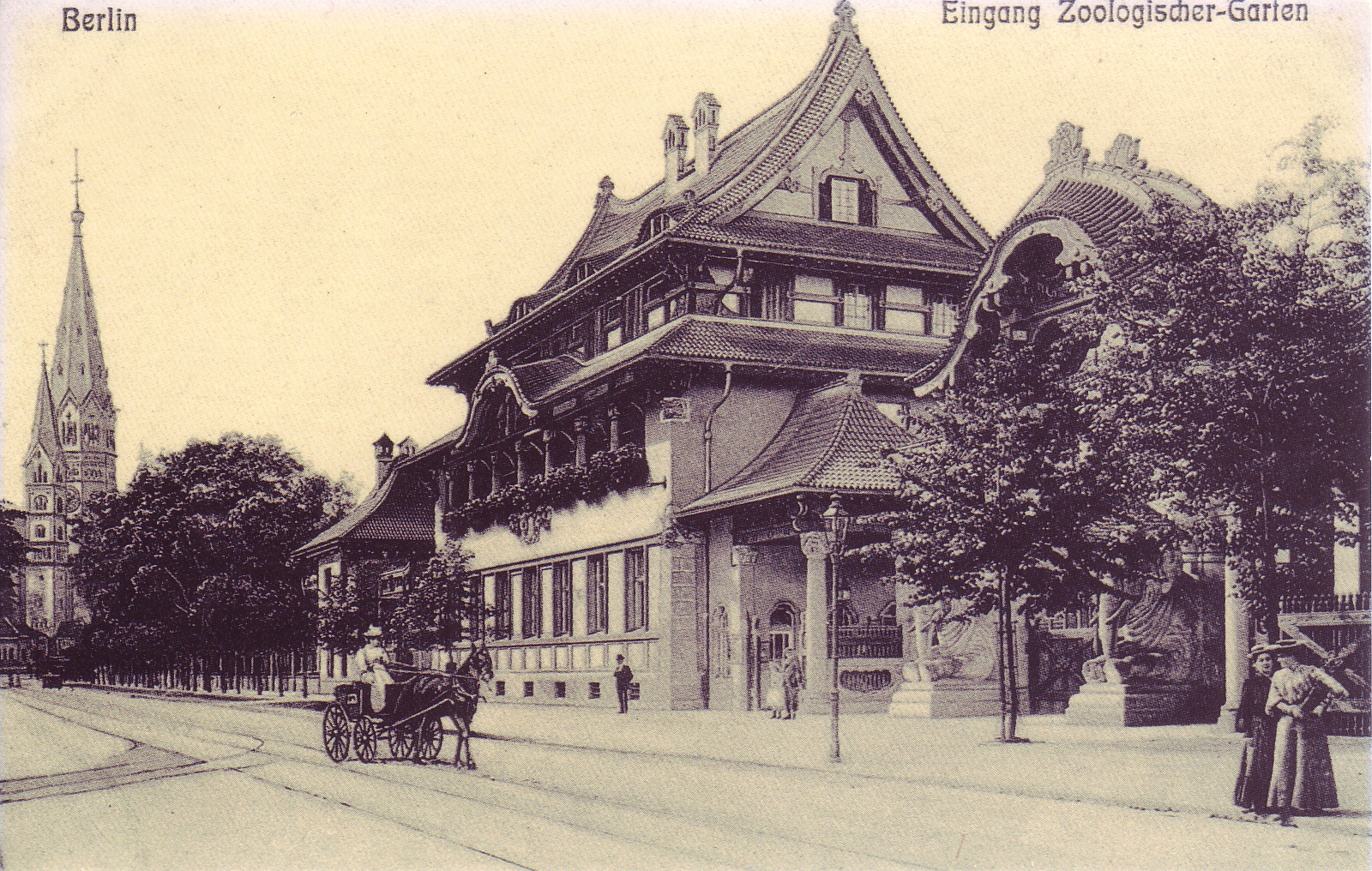
L'entrée du zoo de Berlin en 1900

Pendant deux ans, il séjourna à Fribourg-en-Brisgau où son père suivit un traitement contre sa maladie.
De retour à Berlin en 1925, Oleg se tourne vers son autre passion, la peinture et le dessin. La reconnaissance de son talent de dessinateur par le peintre russe Leonid Pasternak le pousse davantage à poursuivre dans cette voie.
Il décide donc de s'inscrire dans une école d'art privée pour se préparer à la faculté de Berlin. C'est en 1927 qu'il intégra l’École supérieure d'arts appliqués à Berlin ou École supérieure des beaux-arts de Berlin afin d'enrichir ses connaissances dans l'art et améliorer son talent d'artiste. Watagin, séjournant quelque temps à Berlin, lui donnera des leçons de peinture au zoo de Berlin.

### Son approche du jazz
C'est en allant à Paris pour la première fois en 1927, pour voir son oncle, qu'Oleg Zinger découvrit le jazz. Un nouveau genre de musique devenant de plus en plus populaire en France et spécialement à Paris dès les années 1920. En plus du Louvre, le jazz marquera son esprit. Si bien que des années plus tard, les thèmes du jazz et des noirs seront plus présents dans sa peinture notamment au début des années 1960, par ses voyages aux États-Unis, le pays natal du jazz.

## Vie professionnelle et artistique

### La publicité
Dans les années 1930-40, Oleg Zinger a été, en dehors de la peinture, employé par plusieurs agences comme de publicité berlinoises, comme Dychoff. Il a également travaillé comme illustrateur pour un magazine anglais de la Royal Air Force, puis chez Dupuy à Paris.

#### Transport for London
En 1929, un article élogieux du peintre Saretski permet à Oleg zinger de prendre les commandes publicitaires du Métro de londres. Ainsi en 1930, depuis Berlin, il crée ses premières affiches pour le métro londonien en tant que graphiste. 
Il ne délaisse pas pour autant ses intérêts pour la nature et les animaux. Ses affiches publicitaires ont très souvent un rapport avec le zoo de Londres.
Il recevra notamment un prix au concours international des affiches publicitaires de Londres en 1949.

#### Danone
Vers le milieu des années 1950, Oleg fait quelques dessins pour des affiches publicitaires de l'entreprise Danone. Celle-ci a repris une de ses œuvres pour les 90 ans de l'entreprise en 2009. Son dessin représentait un petit ange blanc sur fond bleu analysant à la loupe le contenu d'un pot de yaourt Danone d'origine.

### Expositions

#### Allemagne
En 1945, après la Seconde Guerre mondiale, Oleg expose ses œuvres pour la première fois dans la Galerie Wolff à Berlin. Il y fait beaucoup d'expositions et y vend beaucoup de tableaux exposés.  
En 1961, il expose dans la Galerie Faust à Cologne.
En 1968, le peintre expose à Hambourg dans la Galerie Altona.
En 1973, il expose dans la galerie 42 Kaiserstrasse à Düsseldorf.

#### France
Malgré les passeports soviétiques de sa famille, Oleg parviendra à obtenir, en 1948, des visas pour la France grâce à quelques connaissances américaines notamment celle d'une journaliste d'origine russe, cousine d'un ami, possédant de nombreuses relations.
Il déménage donc à Paris avec sa famille la même année. 
En France, il fera beaucoup d'expositions dans des galeries parisiennes mais également à travers le pays :
En 1951, Galerie Raymond Duncan, frère de la célèbre danseuse américaine Isadora Duncan, Paris
En 1953 et 1956, Galerie Saint-Placide, Paris.
En mars et juin 1954, le peintre est présenté dans la Galerie Claude, Paris
En 1961, Galerie de Vichy, Auvergne
En 1961 et 1963, Galerie Ror Volmar, Paris
En 1963, Galerie Cimaise, Paris 
En 1964, 1967 et 1970, Galerie Vialtay, Paris
En 1965, Oleg est présenté à Marseille dans la Galerie Jean Berthier dans une exposition de groupe
En 1967, Galerie Haute, Lille
En 1970, Galerie Arcanes, Paris
Toutes ces expositions auront énormément de succès et aboutiront à beaucoup de ventes. 
Site internet en France

#### États-Unis
Oleg Zinger commence à voyager aux États-Unis au début des années 1960.
En 1963, Galerie d'Harry Salpeter, New York.